# Черница (приток Березины)
Черница (бел. Чарніца) — река в Беларуси, левый приток Березины. Длина реки — 22 км. Площадь водосбора 242 км². Средний наклон водной поверхности 0,6 %.
Река берёт начало в Ушачском районе у деревни Садки. Как и у большинства верхних притоков Березины исток Черницы находится на глобальном водоразделе Чёрного и Балтийского морей, рядом с ним берут начало небольшие притоки Ушачи. Течёт по Ушачскому району, затем образует границу Ушачского и Глубокского, а ниже — Ушачского и Докшицкого районов, после чего перетекает в Докшицкий район. Генеральное направление течения — юго-запад, перед устьем поворачивает на юго-восток.
Протекает по Верхнеберезинской низине, преимущественно по лесной, заболоченной местности. Принимает сток из сети мелиоративных каналов. Верхнее течение ненаселено, в нижнем на реке стоят деревни Черница 2-я и Отрубок.
Основной приток — Пробойница (слева).
Впадает в Березину двумя километрами выше деревни Березино.